# Epidèmia de catarro de Barcelona de 1562

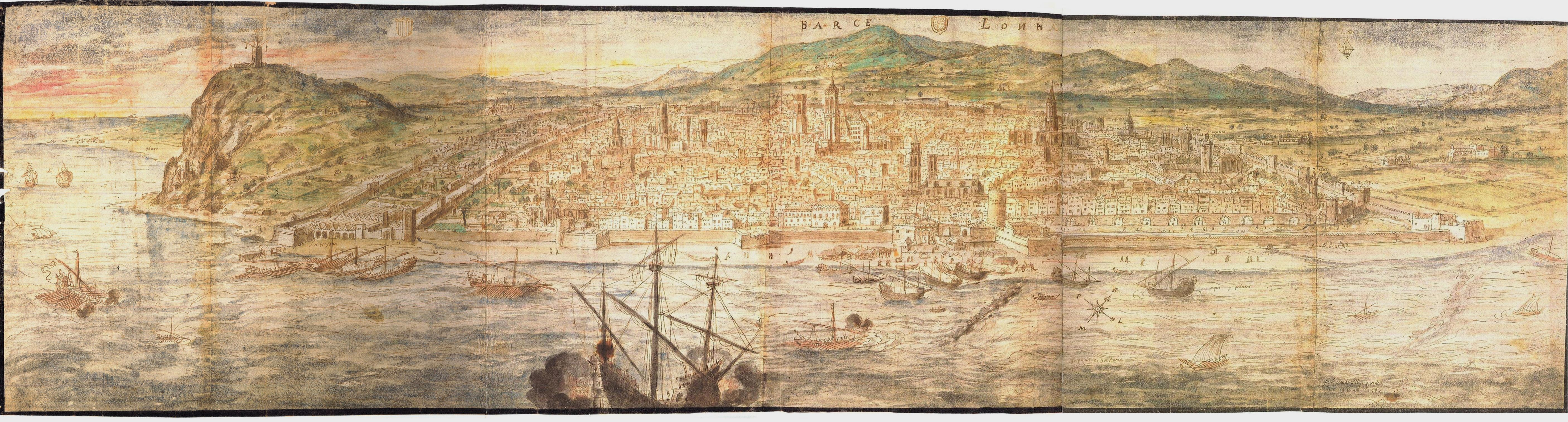
La ciutat de Barcelona el 1563 amb la muntanya de Montjuïc a l'esquerra i la torre de guaita al seu cim. Autor Anton van den Wyngaerde.

Barcelona va patir una epidèmia de catarro el 1562. Amb moltes persones afectades i un nombre important de defuncions.

## Xifres i detalls
En deu dies la xifra de malalts arribà a 20.000.
| «                                                         | (Traducció del castellà) ...Un catarro epidèmic ha castigat Barcelona el darrer novembre. A un temps humid i temperat va seguir un fred intens i sobtat i, en pocs dies el catarro va afectar molt milers de persones de tota edat, sexe i condició. Generalment fou benigne en els pacients que es cuidaven, alguns sense febre i altres amb símptomes febrils més o menys intensos. Afectant el cap, la gola o el pit amb més o menys perill en molts que tenien una disposició particular o que no tingueren cura del mal des del principi. Aquest catarro es propagà a altres pobles ... i, segons les notícies rebudes va afligir altres regions... | » |
| — Diario general de las ciencias médicas. Barcelona 1830. | |   |

## Característiques
La malaltia fou estudiada i descrita per Onofre Bruguera que, aparentment, no la considerava contagiosa.
El seu tractat, escrit i publicat en llatí, estava dedicat al virrei.

## Entorn ciutadà
García Álvarez de Toledo y Pimentel-Osorio era el  virrei de Catalunya, designat per Felip II de Castella. Preocupat per la freqüència d'assalts a les proximitats de les viles, amb ordre de 1561 ordenà la crema sistemàtica de tots els boscos situats prop dels camins rals més perillosos, per tal de fer front als robatoris i homicidis, ja que constituïen un refugi inexpugnable per als bandolers quan eren perseguits.
L'any 1562 es va acabar la Muralla de Mar. Aquell mateix any i potser amb l'excusa del catarro, el virrei va fer venir de Biscaia 300 mestres d'aixa a les ordres del capità Arana. Amb independència dels motius que la varen aconsellar, aquella decisió va provocar una ocupació forastera de les Drassanes de Barcelona.
| «                          | …que no había en Barcelona un maestro que supiera enramar una galera, así que en el año 1562 hubo que enviar desde Vizcaya al capitán Arana con 300 individuos de maestranza, y es de notar que Don García de Toledo, Capitán general a la sazón, avisó que el jornal ordinario era de real y medio, pero que por extraordinario señalaría dos a los operarios vizcaínos… | » |
| — Disquisiciones náuticas. | |   |

- La frase anterior, emprada per Cesáreo Fernandez Duro, sembla indicar que a Barcelona ja no hi havia mestres d'aixa. L'epidèmia de catarro justificaria la manca de disponibilitat d'artesans navals barcelonins.
- Les afirmacions contundents de Martí de Viciana ajuden a centrar la qüestió. Les victòries amb galeres són impossibles sense disposar de vaixells de primera, construïts per menestrals de primer ordre.[8]

| «                                                                                            | Y assí hallamos que, en galeras, los catalanes han hecho más cosas buenas que ningunas otras nasciones, por donde resulta el refrán: “Que si en galera se haze cosa buena, el capitán á de ser catalán”. | » |
| — Martí de Viciana: Libro tercero de la Crónica de la ínclita y coronada ciudad de Valencia. | |   |